# Grace Omaboe
Grace Omaboe, còn được gọi là Maame Dokono, là một nữ diễn viên, nhân vật truyền hình, tác giả và một cựu chính trị gia người Ghana. Cô điều hành trại trẻ mồ côi Hòa bình và Tình yêu, hiện là hiệu trưởng của trường Graceful Grace ở Accra.

## Đầu đời
Omaboe là người của vùng Nyafuman ở quận Birim North của Ghana.

## Nghề nghiệp
Grace Omaboe ban đầu là một nhà văn trên Osofo Dadzi vào những năm 70 khi cô được Nana Bosompra khuyến khích diễn xuất trong một sê-ri do cô đồng sản xuất có tên Keteke . Grace Omaboe lần đầu tiên bắt đầu diễn xuất trong loạt phim truyền hình Keteke trên TV thuộc sở hữu nhà nước Ghana, GTV. Rồi Omaboe từ đó trở thành một trong sau khi nữ diễn viên thời gian cô mong đợi nhất khi cô đóng vai chính trong và sản xuất những năm 1980/1990 Akan loạt phim Obra trên GTV và cũng đồng tổ chức một câu chuyện nói với chương trình truyền hình mang tính giáo dục cho trẻ em biết đến chúng tôi By The Bên lửa. Được biết đến với cái tên "Maame Dokono" (sau khi cô đóng vai một người bán kenkey), Omaboe chuyển sang tham gia một số bộ phim của Ghana cả Akan và tiếng Anh. Omaboe đóng vai chính trong Kwaku Ananse và Children of the Mountain 2013 (2016).
Vào năm 2000 và 2004, Omaboe là ứng cử viên quốc hội cho Đại hội Dân chủ Quốc gia (NDC) tại New Abirem cho Khu vực bầu cử Bắc Birim ở khu vực phía Đông. Năm 2008, Omaboe đào thoát khỏi Đảng yêu nước mới (NPP) cầm quyền. Omaboe tuyên bố rằng NDC đã bịa đặt những câu chuyện chống lại mình, điều này đòi hỏi cô phải chiến đấu và thắng kiện tại tòa án chống lại trại trẻ mồ côi của cô vì tội bất cẩn hình sự. Omaboe từ bỏ chính trị vào năm 2016, nói rằng thật lãng phí thời gian, tiền bạc và đầy những người nói sai sự thật.
Omaboe được chọn làm Chủ tịch ban giám khảo Giải thưởng Phim Vàng Châu Phi 2017 (GMAA).

## Cuộc sống cá nhân
Grace Omaboe đã kết hôn nhưng đã ly dị . Grace Omaboe có sáu người con với hai người con sinh sống tại Hoa Kỳ, hai người ở Hà Lan và phần còn lại ở Ghana.